# Jan Burian (písničkář)
Jan Burian (* 26. března 1952 Praha) je český básník, písničkář a prozaik, syn českého avantgardního divadelníka E. F. Buriana, herečky a spisovatelky Zuzany Kočové, a vnuk operního pěvce Emila Buriana.

## Život a kariéra
V roce 1976 ukončil studium na fakultě žurnalistiky Univerzity Karlovy, Fakulta sociálních věd.
V letech 1972–1985 tvořil autorskou dvojici s Jiřím Dědečkem, natáčeli spolu alba i televizní skeče. Poté (v letech 1986–1989) vystupoval s Danielem Fikejzem, dále i s Petrem Skoumalem, Vlastislavem Matouškem (skupina Zvláštní vydání) nebo v triu Jan Burian – Jan Jeřábek – František Janče. Od konce devadesátých let natáčí pravidelně desky ve spolupráci se svými syny Janem a Jiřím. S Jaroslavem Kořánem natočil roku 2017 desku Improvizace a spolupracuje se dvěma kapelami, Bizarre Bandem, se kterou v roce 2017 vydal dvojalbum Jihotaje, a vlastní rockovou skupinou Jan Burian Band. Napsal asi 400 písní, uskutečnil téměř 5000 vystoupení od r. 1970.[zdroj?] V letech 1976–1977 byl redaktorem časopisu Melodie. V období let 1977–1978 uklízel domy a po roce 1978 zvolil tzv. svobodné povolání.
Od roku 1992 spolupracuje s Českou televizí, kromě moderování vlastního pořadu Posezení s Janem Burianem, které mělo nové díly do roku 2006, skládá hudbu či pracuje na dokumentárních filmech. Natočil dvě řady pořadu Burianův den žen, který zahajoval výběrem květiny pro každou z pozvaných. Moderoval také vyhlašování ceny Magnesia Litera. V letech 1998–2015 spolupracoval také s Českým rozhlasem, např. na pořadu Přestávka (s Přemyslem Rutem) nebo Přesýpací hodina (s Janou Klusákovou a Přemyslem Rutem). V roce 2012 vysílala stanice Vltava pořad Na sever s Janem Burianem, který byl zasvěcen severské kultuře. V následujících letech vytvořil pro rozhlas série pořadů Jména a místa (o portugalské kultuře), Moji hrdinové v písních aj. Píše pravidelně fejetony pro Týdeník Rozhlas, jejich počet se blíží pěti stům. Vystavuje fotografie. Je průvodcem turistů po Islandu, Portugalsku, Chile a baltských ostrovech. Od roku 2002 pořádá Festival osamělých písničkářů, který v roce vykrystalizoval v založení volného sdružení Osamělí písničkáři. Jan Burian je autorem několika cestopisů a cestopisných dokumentárních filmů, je také zakladatelem Klubu islandských fanatiků.
Jeho syn Jiří Burian (1978) vystupoval dříve pod pseudonymem Gregory Finn ve skupině Southpaw, nyní Republic of Two, Ghostmother aj. Mezi jeho známé projekty patří parodie na rapera Kapitán Demo.
Jeho syn Jan Burian (1976) vystupuje se skupinou Kyklos Galaktikos, skládá divadelní a filmovou hudbu, experimentuje v oblasti elektronické vážné hudby apod. Spolupracuje s řadou zahraničních i tuzemských divadelních scén, například s Divadlem Archa.
Jeho dcera Zuzana Burianová (1989) je divadelní režisérka, spolupracovala s řadou tuzemských divadel (ND v Brně, Divadlo Na Vinohradech, plzeňské, hradecké aj. divadla, Venuše ve Švehlovce, ve Vile na Štvanici aj.).
Jeho dcera Anna Burianová (1997) studovala grafický design a v současnosti studuje na Katedře produkce na DAMU.

## Názory

### Kopírování zachraňuje hudbu
Citace: Proč kopírování zachraňuje hudbu? „Protože když něco rozmnožujete, tak toho přibývá. Je to reakce na to, že kopírování zabíjí hudbu. To si vymyslely velké průmyslové firmy, aby zachránily, místo aby řekly, že kopírování zabíjí naše peníze, což bychom všichni uznali, tak do toho tahají hudbu, o kterou jim vůbec nejde, protože jim jde jenom o peníze. Když někdo rozmnoží moji nahrávku, tak přeci víc žije.“
Citace: Akce „Kopírování zabíjí hudbu“ byla vyhlášena vydavatelskými firmami... Já jsem naopak vyhlásil akci pod názvem „Kopírování zachraňuje hudbu“. … Věřím, že když budeme hudbu kopírovat, tak přestane být efektivním byznysem a nebude už tak výnosné ji produkovat. … Opravdu si myslím, že je velice nutné se k těmto nehorázným taktikám komerčních vydavatelství vyjádřit, protože se chovají velmi sebevědomě a jejich představitele i umělečtí otroci si zřejmě myslí, že jsou posluchači a veřejnost vůbec ochotni jim skočit úplně na všechno. Chtějí na umění vydělávat jako na pracích prášcích či mobilních telefonech a chovají se k nám podle toho.

## Dílo

### Diskografie
- Ozvěny malých scén – LP sampler, Supraphon 1982
- Jan Burian, Jiří Dědeček – EP, Panton 1984
- Jan Burian – EP, arr. Lubor Šonka, Panton 1986
- Drobné skladby mistrů – EP sampler, 1988 – píseň V mým příštím životě
- Hodina duchů – LP, arr. Daniel Fikejz, Panton 1989, reedice na CD a MC se čtyřmi bonusovými písněmi: Bonton 1995
- Večírek rozpadlých dvojic – LP + MC, dvojalbum: Jan Vodňanský + Petr Skoumal, Jan Burian + Jiří Dědeček, Panton 1990
- Černý z nebe – LP, arr. Vlastislav Matoušek, Primus 1991, reedice na CD a MC: Indies 1997
- Buď moje slunce – CD, MC spolu s Janem Jeřábkem a Františkem Jančem, Primus 1992
- Poesie – CD, MC, Bonton 1994
- Vypadáte opravdu dobře CD, zpěv a klavír na albu Jana Jeřábka a Františka Jančeho, Gallup 1996
- Jenom zpívám – CD, MC, Indies 1998
- Unavený válečník – CD, Indies 2000
- Zrcadlo – CD, Indies 2002
- Drtivé jistoty – CD, Jan Burian 2003
- Blues 4. kategorie / Božskej klid – CD, Jan Burian 2003
- Dívčí válka – 2CD, Indies 2006
- 50 miniatur – sampler, 2007 – píseň V mým příštím životě
- Muži jsou křehcí – 2CD, Indies MG Records 2007
- Dvanáct druhů samoty, Indies MG, 2010
- Jak zestárnout, Indies MG, 2012
- Zpěvy u klavíru – 2CD, Indies MG, 2013
- Dvacet let v Arše – CD+DVD, Galén, 2014
- Jiná doba, 2015
- Improvizace, Galén, 2017 – s Jaroslavem Kořánem
- Jihotaje, 2CD, Galén, 2017
- První láska, 2020 – s Jan Burian Band
- Noční tanec, 2021
- Má tma a jiné pohledy do zrcadla, 2022
- Anekdota a jiná vyprávění o stáří, 2022
- Láska a jiná erotická překvapení, 2022

- Jan Burian, Jaroslav Kořán: Anebojo!, 2023

- Jan Burian, Jiří Burian: Dobrý sen!, 2024

- V horečce, Galén, 2024